# Chlorissa pretiosaria
Chlorissa pretiosaria är en fjärilsart som beskrevs av Otto Staudinger 1877. Chlorissa pretiosaria ingår i släktet Chlorissa och familjen mätare. Inga underarter finns listade i Catalogue of Life.